# Aeropuerto Albert Whitted
El Aeropuerto Albert Whitted (en inglés: Albert Whitted Airport) ( IATA: SPG , la OACI : KSPG , FAA LID : SPG ) es una instalación propiedad de la ciudad de San Petersburgo, una ciudad en el condado de Pinellas, en Florida, al sur de los Estados Unidos. El aeropuerto está situado en el extremo oeste  de Tampa Bay, al sureste del centro de San Petersburgo y The Pier. También se encuentra al este de la Universidad del Sur de la Florida -St. Petersburg . Cubre 119 acres ( 48 hectáreas) y cuenta con dos pistas de aterrizaje. 
San Petersburgo es reconocido como el lugar de los primeros vuelo de una aerolínea comercial regular. El 1 de enero de 1914, un hidroavión de la compañía St. Petersburg-Tampa Airboat Line pilotado por Tony Jannus , despegó de la línea de costa de la ciudad, siendo el primero vuelo de aviones comerciales programado en la historia . Su acompañante era AC Phiel , exalcalde de San Petersburgo. El aeropuerto fue creado posteriormente en 1928. 